# Dán labdarúgó-szuperkupa
A Dán labdarúgó-szuperkupa (hivatalos nevén: Den danske Super Cup) egy 1994-ben alapított, a Dán labdarúgó-szövetség által kiírt kupa volt. Tradicionálisan az új idény első meccsét jelentette, s az előző év bajnoka játszott az előző év kupagyőztesével. A sorozat 2004-ben szűnt meg.
A legsikeresebb csapat a Brøndby gárdája, négy győzelemmel.

## Kupadöntők
| Év   | Győztes           | Eredmény           | Döntős            |
| ---- | ----------------- | ------------------ | ----------------- |
| 1994 | Brøndby           | 4 – 0              | Silkeborg         |
| 1995 | København         | 2 – 1              | AaB               |
| 1996 | Brøndby IF        | 4 – 0              | Aarhus            |
| 1997 | Brøndby           | 2 – 0              | Silkeborg         |
| 1998 | Nem rendezték meg | Nem rendezték meg  | Nem rendezték meg |
| 1999 | Akademisk         | 2 – 2 (b.u. 6 – 4) | AaB               |
| 2000 | Viborg FF         | 1 – 1 (b.u. 8 – 7) | Herfølge          |
| 2001 | København         | 2 – 0              | Silkeborg         |
| 2002 | Brøndby           | 1 – 0              | Odense            |
| 2003 | Nem rendezték meg | Nem rendezték meg  | Nem rendezték meg |
| 2004 | København         | 2 – 1              | AaB               |

- h.u. – hosszabbítás után
- b.u. – büntetők után

## Statisztika

### Győzelmek száma klubonként
| Csapat    | Győztes                    | Döntős               |
| --------- | -------------------------- | -------------------- |
| Brøndby   | 4 (1994, 1996, 1997, 2002) | –                    |
| København | 3 (1995, 2001, 2004)       | –                    |
| Akademisk | 1 (1999)                   | –                    |
| Viborg FF | 1 (2000)                   | –                    |
| Silkeborg | –                          | 3 (1994, 1997, 2001) |
| AaB       | –                          | 3 (1995, 1999, 2004) |
| Aarhus    | –                          | 1 (1996)             |
| Herfølge  | –                          | 1 (2000)             |
| Odense    | –                          | 1 (2002)             |